# Goldschläger

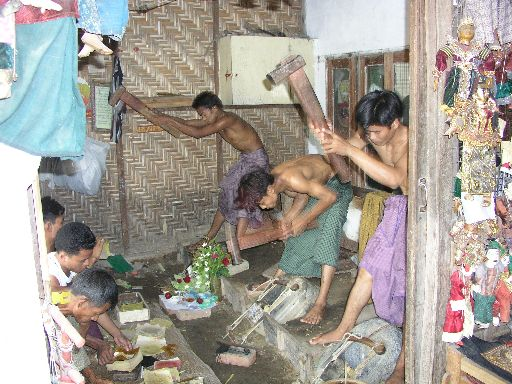
Goldschläger in Mandalay (Myanmar)

Goldschläger nennt man die Hersteller von Blattgold, die das Goldschlagen ausüben, ein Handwerk, das es seit über 5000 Jahren gibt.

## Geschichte des Handwerks

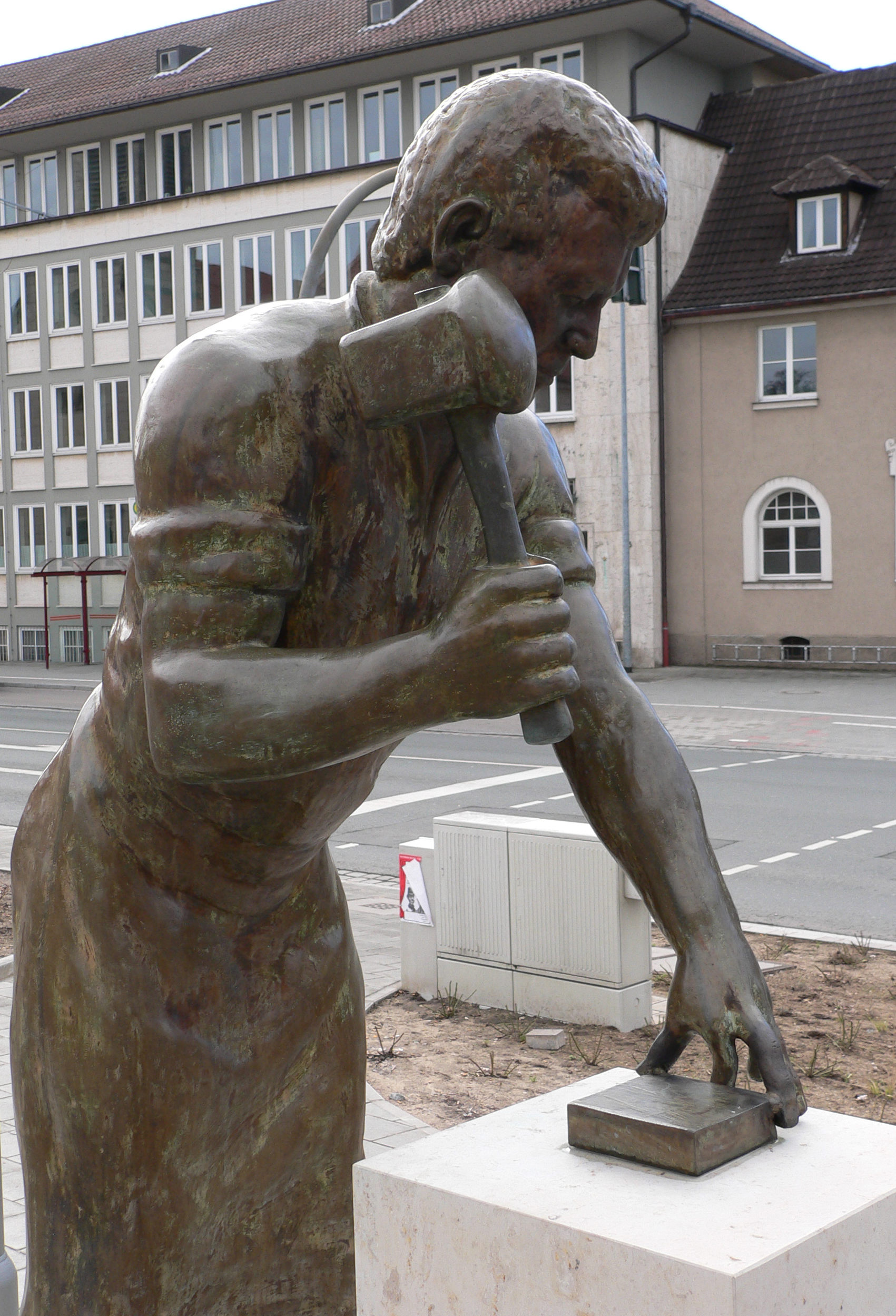
Goldschlägerdenkmal in Schwabach

Blattgold herzustellen ist ein uraltes Handwerk. Schon vor mehr als 5000 Jahren wurde das Handwerk in Indien ausgeübt. Später, zur Zeit der Pharaonen, wurde Blattgold auch in Ägypten hergestellt, im Mittelalter auch von Mönchen in Klöstern.
Erst um 1400 begannen Handwerker in Deutschland mit der Herstellung von Blattgold. Die mittelfränkischen Städte Nürnberg, Fürth und besonders Schwabach entwickelten sich zum Zentrum dieser Handwerkskunst.  In Schwabach waren im 19. Jahrhundert dafür 70 % der Bevölkerung in Lohn und Brot, weshalb die Stadt als Weltzentrum gilt und die „Goldschlägerstadt“ genannt wird.  
1927 gab es dort 130 Betriebe. Die Bedeutung des Goldschlagens ging im Laufe der Zeit zurück. Im Jahre 2006 nennt die Stadt noch neun Betriebe. Ende 2024 gab es noch zwei Betriebe, die allerdings mittels Mechanisierung ein Vielfaches der historischen Mengen produzieren.

## Arbeitsschritte

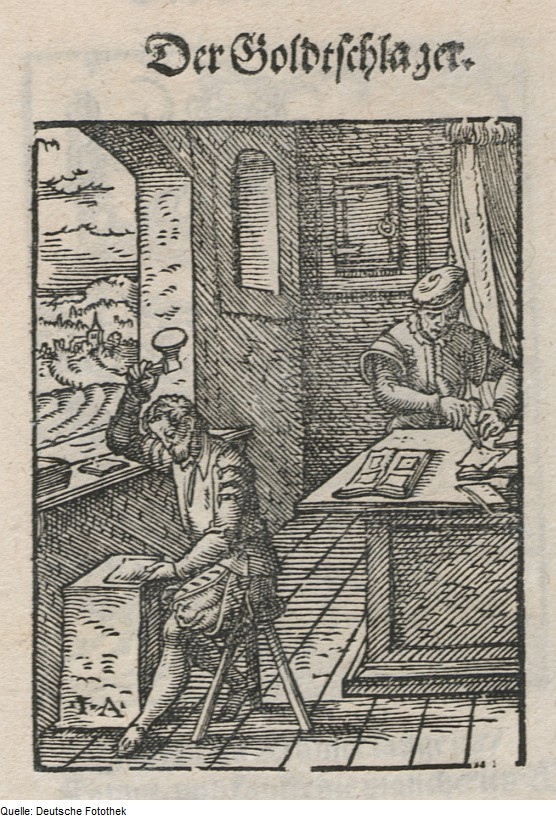
Ständebuch 1568 – Goldschläger

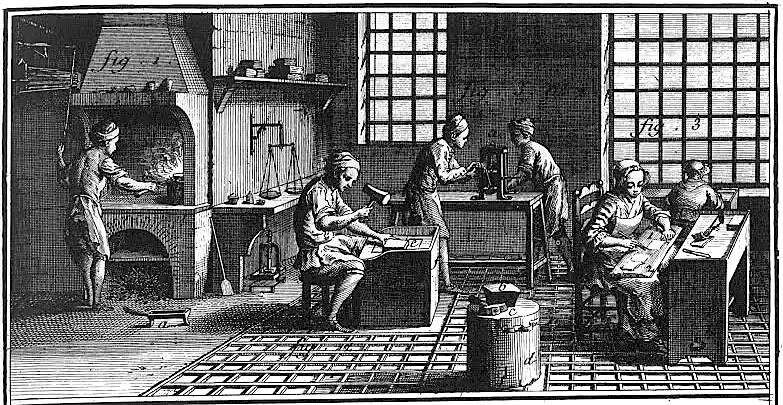
Encyclopédie Diderot d’Alembert, Goldschlägerwerkstatt 1784

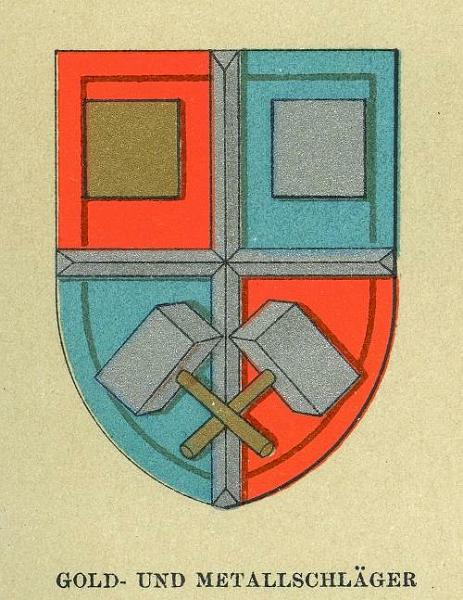
Wiener Gewerbewappen um 1900: Gold- und Metallschläger

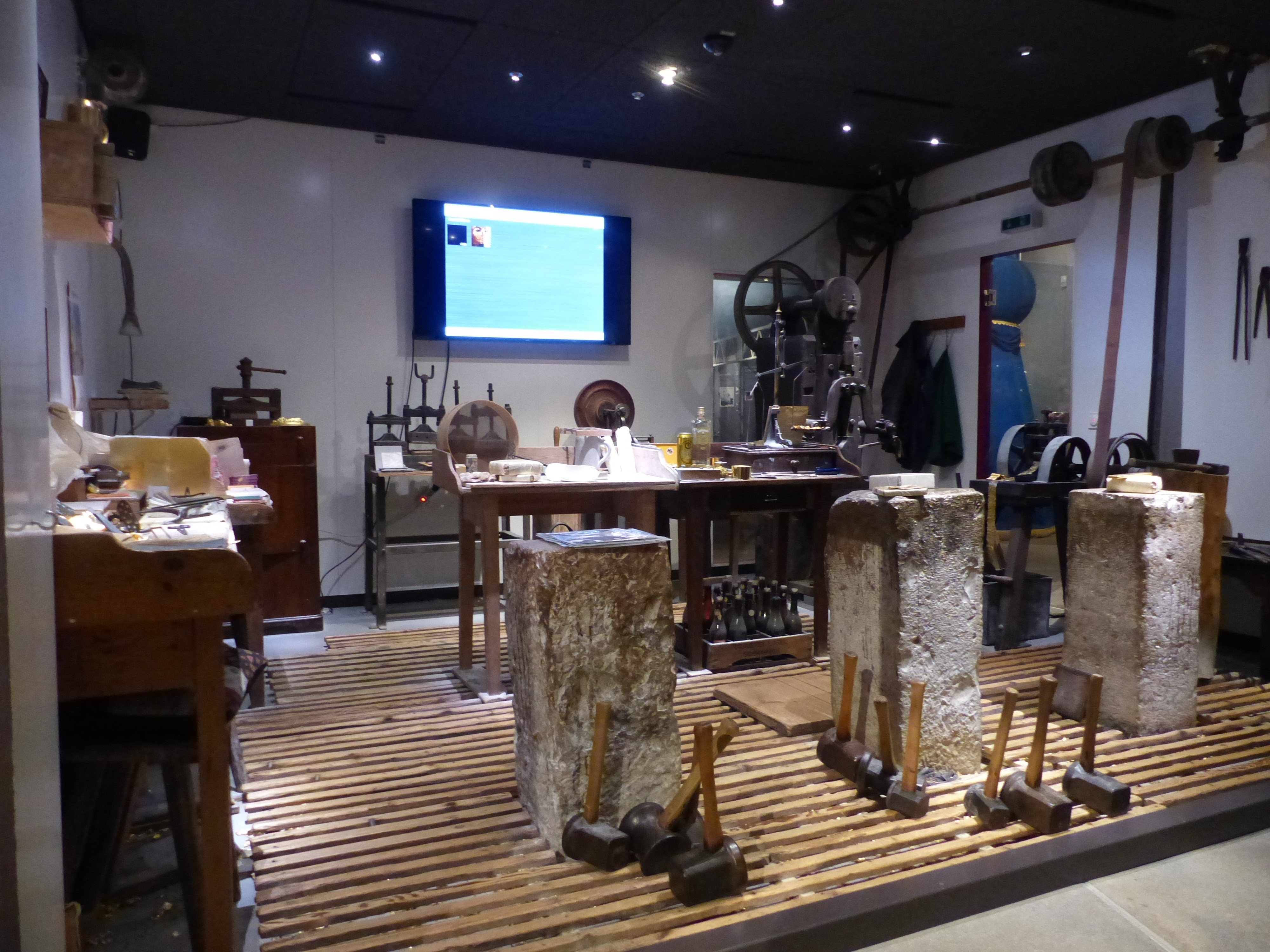
Schwabach Stadtmuseum – Goldschläger-Werkstatt

Die Herstellung von Blattgold ist eine mühsame Arbeit, denn viele Arbeitsschritte können nur von Hand erledigt werden. Es gelang bis jetzt nicht, das Goldschlagen vollständig maschinell auszuführen.
| Schritt                        | Beschreibung | Erreichte Dicke             |
| ------------------------------ | --- | --------------------------- |
| Legierung                      | Bevor es ans Schlagen geht, schmilzt der Goldschläger das Gold. Je nach gewünschter Farbe des Blattgoldes werden noch verschiedene Metalle in die Goldschmelze gegeben. Für eine helle Farbe wird Gold mit Silber legiert. Kupfer sorgt für eine dunkle Tönung. Die Goldlegierung gießt man zu einem kleinen Barren, der nach dem Abkühlen zu einem langen Band ausgewalzt wird. Aus dem Band, das ungefähr die Dicke von Zeitungspapier erreicht (≈0,07 mm), werden kleine Quadrate ausgeschnitten, die man in drei Arbeitsschritten zu Blattgold schlägt.                                               | 0,07 mm = 70 μm             |
| Hämmern mit der Quetsche       | Beim ersten Schritt werden die Goldquadrate übereinandergestapelt, jeweils getrennt durch eine Lage Papier (Montgolfier-Papier). Ungefähr 600 Blätter Papier und Goldquadrate werden so zu einem „Packen“ – einer Schlagform – aufeinandergelegt. Die Schlagform wird mit Lederbändern verzurrt und mit einer Maschine, genannt Quetsche, gehämmert. Der Stahlhammer der Maschine hämmert die Goldquadrate auf eine Dicke von 0,006 mm. | 0,006 mm = 6 μm             |
| Erneute Hammerbearbeitung      | Die Goldblättchen werden auf eine Größe von 6 cm × 6 cm geschnitten und wieder im Wechsel mit Papier aufeinandergeschichtet. Das Papier hat jetzt eine wesentlich geringere Dicke. Die dünnen Goldblättchen kann man nur noch mit einer zarten, langen Holzpinzette, ähnlich asiatischen Essstäbchen, anfassen. Damit die Blättchen in diesem Packen, der zweiten Schlagform, nicht ankleben, werden vorher alle Papierblätter mit einer Gipsmischung eingestäubt, die sich Braun nennt. Die Goldblätter werden abermals von einem maschinellen Hammer bearbeitet, bis sie eine Dicke von 0,001 mm haben. | 0,001 mm = 1 μm             |
| Hämmern mit der Dünnschlagform | In der letzten Schlagform werden die Goldblättchen mit Kunststofffolie (früher Goldschlägerhaut) voneinander getrennt. In die sogenannte Dünnschlagform passen 2000–2500 Goldblättchen. Dieser letzte Packen wird auch heute noch von Hand gehämmert. Mehr als zwei Stunden schlägt der Goldschläger insgesamt rund 2800 mal mit einem 12 Kilogramm schweren Hammer auf das Gold ein. Bis zu 0,0001 mm dünn wird das Blattgold dabei geschlagen. | 0,0001 mm = 0,1 μm = 100 nm |
| Vorbereitung zum Verkauf       | Bevor diese Goldblättchen verkauft werden können, schneidet man sie noch einmal auf gleich große Quadrate zurecht. Aus den Quadraten wird ein Buch mit 25–30 Seiten Blattgold hergestellt. | 0,0001 mm = 0,1 μm = 100 nm |